# Calycobolus zairensis
Calycobolus zairensis är en vindeväxtart som beskrevs av J. Lejoly och S. Lisowski. Calycobolus zairensis ingår i släktet Calycobolus och familjen vindeväxter. Inga underarter finns listade i Catalogue of Life.